# 岡崎哲夫
岡崎 哲夫（おかざき てつお、1920年（大正9年）1月18日 - 2000年（平成12年）12月15日）は、昭和後期から平成にかけての社会運動家。森永ミルク中毒資料館館長。

## 来歴
1920年（大正9年）岡山県に生まれる。早稲田大学在籍中の1941年（昭和16年）には、軍事教練を拒否したため、大学を中退している。1943年（昭和18年）臨時召集により、関東軍満洲第409部隊（歩兵第10連隊、佳期斯）に入隊。1945年（昭和20年）関東軍満洲第15国境守備隊（旧満洲国東安省虎頭要塞）に転属。この年、ソ連軍との激戦に生還している。その後、シベリアに抑留され、1948年（昭和23年）、帰国する。
1955年（昭和30年）に発生した森永ヒ素ミルク中毒事件の被災時の父親の一人として、森永ミルク被災者同盟の初代委員長に就任。1956年（昭和31年）の森永乳業との妥協の後、全国の協議会は解散するが、岡山の被災者は「森永ミルク中毒の子供を守る会」を結成し、岡崎は事務局長に就任している。1958年には、社会福祉法人岡山市社会福祉協議会に就職している。その後、20年間にわたり、企業・行政・学界・世論の厚い壁に苦闘を続け、1972年（昭和47年）、公害被害者の要求として画期的な恒久救済対策の実現を国と森永に突きつけた。2年後の1974年（昭和49年）、三者の合意による被災者救済事業としてのひかり協会が発足し、協会理事の一人として、前人未踏の中で救済事業の構築に当たった。

## 主著
- 『森永砒素ミルク闘争二十年史』(1977年2月1日発売)医事薬業新報社
- 『虎頭鎮を知っていますか?―長恨の歌・北満の地下に眠る巨大要塞』（1993年1月1日発売）平和のアトリエ、ISBN 978-4938365189